# Arles
Arles (în occitană Arle) este un oraș în Franța, sub-prefectură a departamentului Bouches-du-Rhône, în regiunea Provence-Alpi-Coasta de Azur.
Unele monumente romane și romanice din Arles au fost înscrise în anul 1981 pe lista patrimoniului cultural mondial UNESCO.

## Istorie

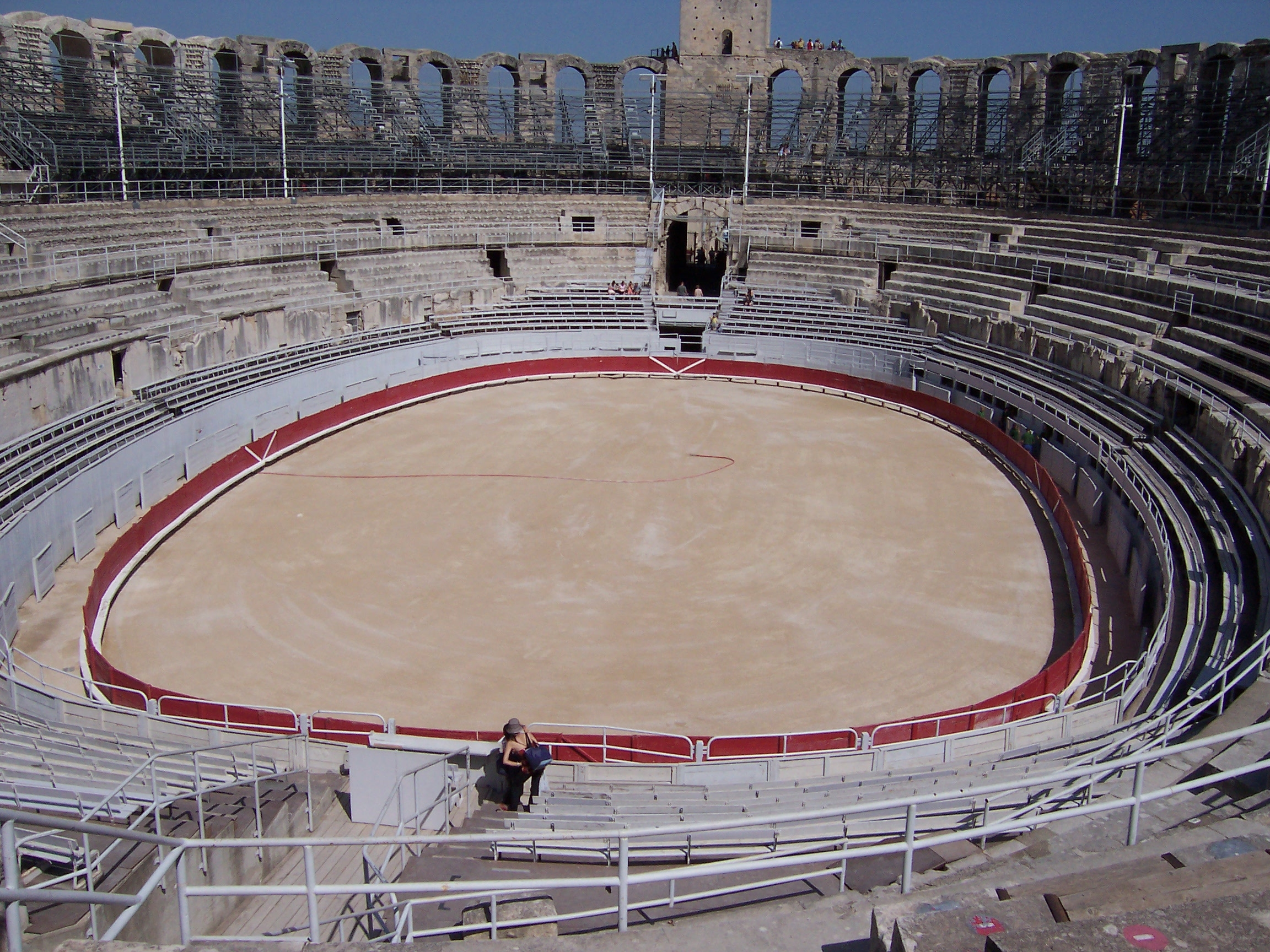
Arles – Amfiteatrul roman

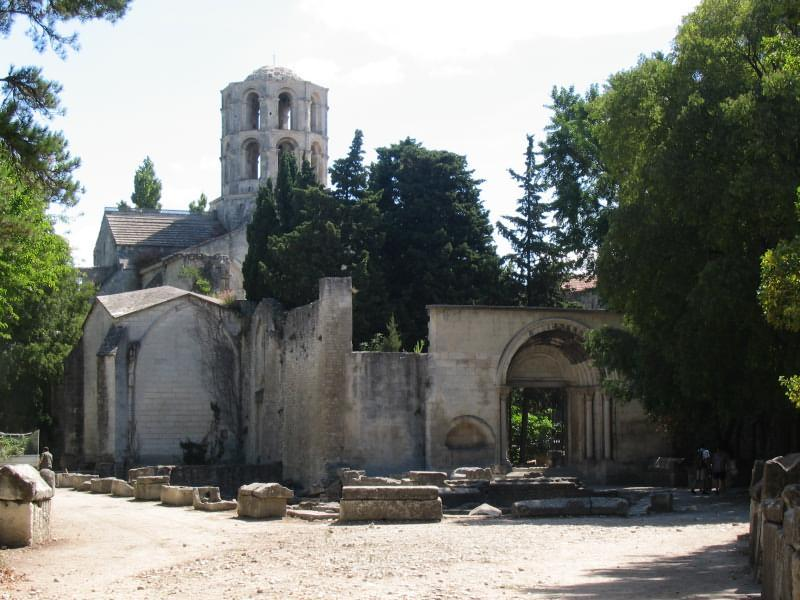
Arles – Biserica medievală romanică „Saint Honorat”

Numele antic latinesc al orașului este Arelate. Primii locuitori cunoscuți au fost Ligurii, care s-au stabilit aici în jur anilor 800 î.Hr.. Orașul a fost un important port comercial fenician, înainte de sosirea romanilor.
Romanii au cucerit orașul în 123 î.Hr.. Arelate a fost deosebit de important după construirea canalului, care la conectat la Marea Mediterană (104 î.Hr.), dar era în urma Massiliei, situată direct pe coastă. În timpul Războiului Civil al lui Cezar Arelate a fost de partea ultimului fiind împotriva lui Cneus Pompeius, Massilia la sprijinit pe Pompei. După victoria lui Cezar, ca recompensă, Arelate a primit toate privilegiile luate de la Massilia. În oraș sa dislocat Legiunea a VI-a Ferrata și o colonie a Veteranilor.
Arelate era cel mai important oraș din provincia Gallia Narbonensis. Acesta ocupa o suprafață de 99 de acri (400 mp²) și era înconjurat de ziduri. Orașul a avut o mulțime de monumente, amfiteatru, arc triumfal, circ și teatru.
Arelate-ul vechi era situat mai aproape de mare decât este acum și a servit drept un important port, aici existând și un pod peste Ron. Cu toate acestea, acest pod nu a fost fixat, ceea ce era neobișnuit pentru romani, el fiind un fel de ponton.
În timpul Imperiului Roman Arelate a fost un centru cultural și religios important. Aici sa născut filozoful Favorinus. Orașul a fost cel mai important centru al creștinismului în Galia. Primul episcop al orașului este considerat a fi Trofim de Pisa, ulterior, printre episcopii Arelate-ului sau numărat și alți clerici proeminenți.
"Vârful" influenței orașului a fost în secolele IV și V, când împărații romani de multe ori au ales Arelate ca tabără în timpul campaniilor militare. În anul 395, el a devenit sediul prefectului pretorian de Galia. Împăratul Constantin care a iubit orașul și-a construit aici băile, parțial existente. Fiul său, Constantin al II-lea, sa născut în Arelate. Când uzurpatorul Constantin al III-lea sa proclamat împărat al Occidentului, a făcut din Arelate capitala sa (408).
În secolul al VI-lea, orașul a fost ocupat și devastat de către vizigoți, iar în 730 de arabi. Între anii 934 - 1032 Arles a fost capitala puternicului regat al Burgunzilor. În 1239 Arles și-a pierdut independența politică și a devenit parte a comitatului de Provența. Curând a cedat locul principalului port din sudul Franței, Marsilia.
Din februarie 1888 și până în mai 1889 în Arles au lucrat artiști Gauguin și Vincent van Gogh, pentru ultimul acest lucru a fost cea mai productivă perioadă din viață. În Arles s-a născut și și-a petrecut viața Jeanne Calment, cea mai longevivă persoană din lume.

## Personalități născute aici
- Gerberga de Burgundia (965 - 1016), fiica regelui Conrad al Burgundiei⁠(d);
- Constance de Arles (c. 986 - 1032), a treia soție a regelui Robert al II-lea al Franței;
- Jacques Réattu (1760 - 1833), pictor;
- Canut Reyes (n. 1954), chitarist, membru al Gipsy Kings;
- Nicolás Reyes (n. 1958), cântăreț;
- Djibril Cissé (n. 1981), fotbalist de origine ivoriană;
- Serhou Guirassy (n. 1996), fotbalist guineean.